# Ziarnojadek melodyjny
Ziarnojadek melodyjny (Sporophila pileata) – gatunek małego ptaka z rodziny tanagrowatych (Thraupidae), występujący we wschodnio-środkowej Ameryce Południowej. Nie jest zagrożony.

## Systematyka
Gatunek ten jako pierwszy opisał Philip Lutley Sclater w 1865 roku, nadając mu nazwę Spermophila pileata. Holotyp pochodził z Borda do Mato w stanie São Paulo, w Brazylii. Gatunek monotypowy. Wcześniej bywał uznawany za jeden z czterech podgatunków ziarnojadka cynamonowego (S. bouvreuil).

## Morfologia
Mały ptak o niewielkim, zaokrąglonym dziobie koloru czarnoszarego u samców i brązowoczarnego u samic. Samce w okresie godowym mają czarną czapkę na głowie do linii oka i czarne nogi. Skrzydła są szaro-czarne z niewielką białą plamką na środku. Gardło, policzki i w kolorze białym. Tęczówki czarne z czarną powieką górną i białą dolną. Brzuch od białego gardła łagodnie przechodzi poprzez kremowy do łososiowego na kuprze. Szaro-brązowy grzbiet i szaro-czarniawy ogon. W pozostałym okresie samce przypominają samice. Samica z wierzchu jest oliwkowobrązowa, od spodu jaśniejsza z białawym brzuchem. Skrzydła ciemnooliwkowobrązowe z białą plamką na środku i jasnobrązowymi obrzeżami lotek. Młode osobniki są podobne do samic. Długość ciała 10 cm, masa ciała 7,6–10 g.

## Zasięg występowania
Ziarnojadek melodyjny występuje od poziomu morza do wysokości 1200 m n.p.m. (sporadycznie wyżej, do 1460 m n.p.m.). Występuje w południowej Brazylii – w stanach Mato Grosso, Minas Gerais, Goiás i tych położonych dalej na południe, w prowincjach Corrientes i Misiones w północno-wschodniej Argentynie, ponadto w północnym Urugwaju, Paragwaju oraz w departamencie Santa Cruz w skrajnie wschodniej Boliwii. Jest gatunkiem w większości osiadłym, chociaż populacje z południowej części zasięgu od końca lutego migrują na północ, a wracają w listopadzie. Zasięg jego występowania według szacunków organizacji BirdLife International zajmuje około 1,78 mln km².

## Ekologia
Jego głównym habitatem są otwarte przestrzenie z wysokimi trawami, sawanny, rzadko wypasane pastwiska. Żywi się głównie ziarnami traw, które wyjada bezpośrednio z kłosów, czasami podejmuje z ziemi. W sezonie lęgowym występuje w parach. Poza nim spotykany jest w dużych stadach z innymi gatunkami.

### Rozmnażanie
Badania terenowe przeprowadzone w stanie São Paulo w latach 2012–2017 w miesiącach od listopada do marca na grupie 83 gniazd wykazały, że gniazda w kształcie głębokich filiżanek zbudowane są z łodyg, kwiatostanów i korzonków traw splecionych pajęczynami. Są one umieszczane na niewielkiej wysokości od 15 do 73 cm nad poziomem wody lub wilgotnego gruntu na następujących roślinach: Eupatorium, Achyrocline satureioides, Achyrocline alata, Hydrolea spinosa i Tibouchina herbacea. Gniazda mają średnicę zewnętrzną od około 50 do 71 mm i głębokość 30–45 mm. W czasie lęgu samica składa 1–3 jaja, najczęściej 2.

## Status i ochrona
W Czerwonej księdze gatunków zagrożonych IUCN ziarnojadek melodyjny od 2016 roku jest klasyfikowany jako gatunek najmniejszej troski (LC, Least Concern). Liczebność populacji nie została oszacowana, ale ptak ten opisywany jest jako niezbyt pospolity i występujący plamowo (uncommon and patchily distributed). BirdLife International uważa, że populacja zmniejsza się ze względu na utratę i degradację naturalnych siedlisk poprzez nadmierny wypas i nadmierne wypalanie traw.